# Ковши (Смоленская область)
Ковши — деревня в Смоленском районе Смоленской области России. Входит в состав Корохоткинского сельского поселения. Население — 25 жителей (2007 год). 
Расположена в западной части области в 10 км к северо-востоку от Смоленска, в 3 км южнее автодороги М1 «Беларусь». В 11 км южнее деревни расположена железнодорожная станция Волчейка на линии Москва — Минск.

## История
В годы Великой Отечественной войны деревня была оккупирована гитлеровскими войсками в июле 1941 года, освобождена в сентябре 1943 года. 